# Parzanica
Parzanica é uma comuna italiana da região da Lombardia, província de Bérgamo, com cerca de 379 habitantes. Estende-se por uma área de 10 km², tendo uma densidade populacional de 38 hab/km². Faz fronteira com Fonteno, Marone (BS), Monte Isola (BS), Riva di Solto, Tavernola Bergamasca, Vigolo.

## Demografia
| Variação demográfica do município entre 1861 e 2011                               |
|                                                                                   |
| Fonte: Istituto Nazionale di Statistica (ISTAT) - Elaboração gráfica da Wikipedia |